# Schwestern der hl. Kindheit Jesu

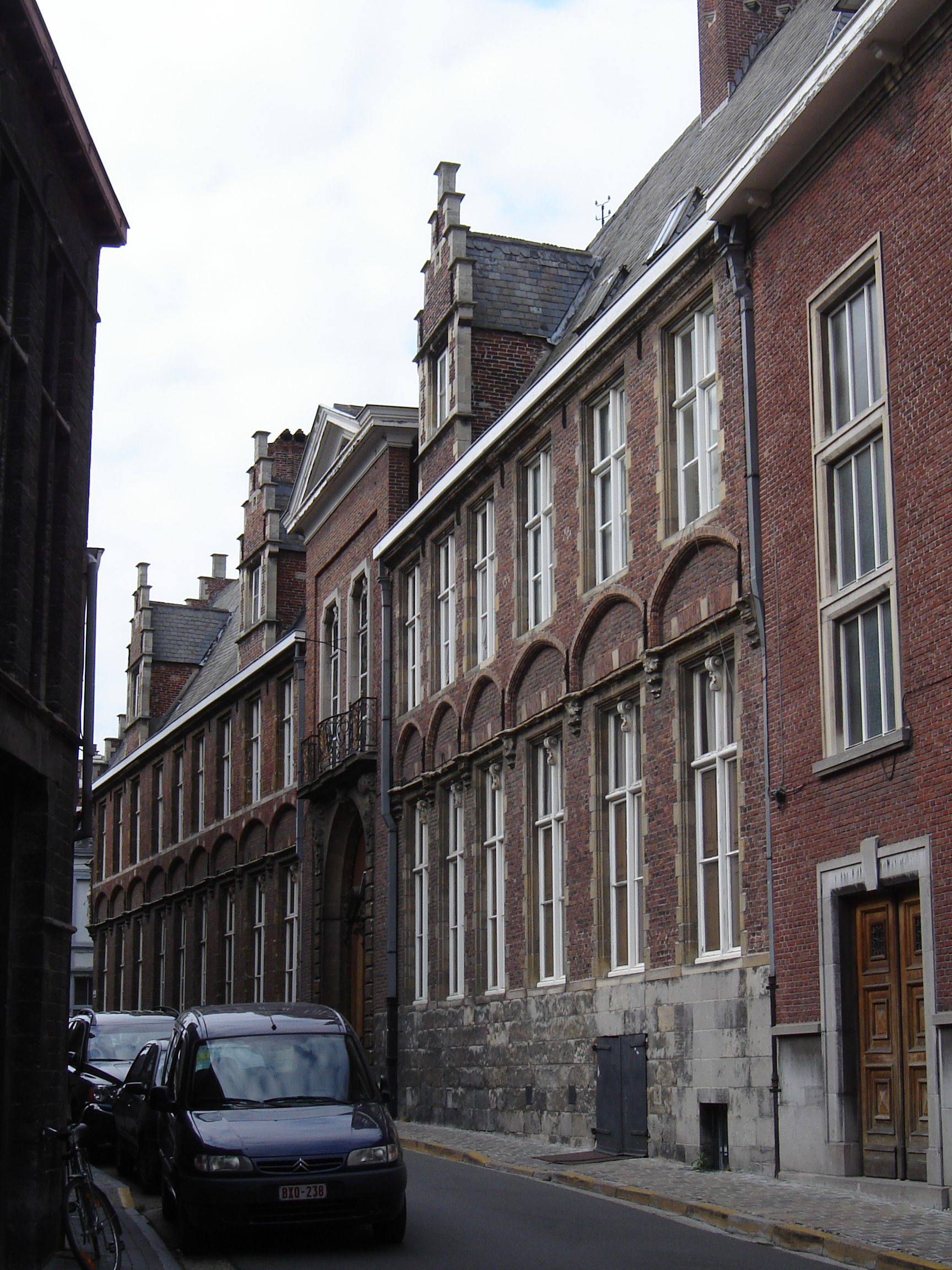
Ehemaliges Mutterhaus in Gent

Die Schwestern der hl. Kindheit Jesu sind eine Gesellschaft apostolischen Lebens. In Belgien sind die Schwestern in 14 Städten tätig, in der Demokratischen Republik Kongo unterhalten sie zwei Niederlassungen. Ihr Generalat befindet sich in Oostakker bei Gent (Belgien).

## Geschichte
Die Gemeinschaft wurde 1835 durch den Kanoniker Peter Joseph Triest gegründet. Der Arbeitsschwerpunkt der Ordensschwestern lag in der Betreuung von Findelkindern, Waisen und vereinsamten Jugendlichen. Bis zum 20. Jahrhundert errichtete die Gemeinschaft ein dichtes Netz von Schulen,  Waisenhäusern und Altenheimen.
1939 gründete die Kongregation der Schwestern der Heiligen Kindheit Jesu in Lommel das Maria-Middelares-Krankenhaus. Dies geschah auf Wunsch des damaligen Pfarrers der Sint-Pietersbandenkerk in Lommel. Die Gemeindeverwaltung leistete ihre Unterstützung, indem sie Grundstücke zum Verkauf anbot. 1970 wurde auf dem Dachboden des Krankenhauses und später direkt neben dem Krankenhaus das Mutterhaus „Tamar“ gegründet. Die Presse berichtete über Zwangsadoptionen, unerwünschte Sterilisationen junger Mädchen und Missbrauch unverheirateter schwangerer Mädchen. Offenbar nahmen die Schwestern einigen Müttern gegen ihren Willen ihre Kinder weg und bezahlten sie dafür, eine Form des Menschenhandels.
Seit 2001 verwalten und leiten die Schwestern in Ostflandern elf Wohn- und Pflegeheime. Hierzu wurde eine Non-Profit-Gesellschaft gegründet.